# Jacques Misonne
Jacques Pierre Joseph Marie Misonne (Lovaina, 11 de desembre de 1892 – Haut-Ittre, 25 de setembre de 1968) va ser un genet belga que va competir a començaments del segle xx.
El 1920 va prendre part en els Jocs Olímpics d'Anvers, on va disputar tres proves del programa d'hípica. En la competició del concurs complet per equips guanyà la medalla de bronze. Aquesta medalla de bronze no és recollida per totes les fonts, però sí pel Comitè Olímpic Internacional. En el concurs complet individual fou dissetè i en els salts d'obstacles individual vint-i-cinquè.
Quatre anys més tard, als Jocs de París, va disputar dues proves del programa d'hípica. En els salts d'obstacles per equips fou quart, mentre en els salts d'obstacles individual fou tretzè.
La seva tercera i darrera participació en uns Jocs fou el 1928 a Amsterdam, on tornà a disputar les proves de salts d'obstacles del programa d'hípica. En la prova per equips fou catorzè, mentre en la prova individual fou trenta-vuitè.